# Emmanuel Emenike
Emmanuel Chinenye Emenike (Otuocha, 10 mei 1987) is een Nigeriaans voetballer die doorgaans als aanvaller speelt. Emenike debuteerde in 2011 in het Nigeriaans voetbalelftal. In 2019 kwam hij testen bij KVC Westerlo, waar hij in september dan ook zijn contract tekende. Niet veel maanden na het contract getekend te hebben, heeft KVC Westerlo beslist een punt te zetten achter de carrière bij KVC Westerlo. Hij haalde de vorm niet die hij nodig had bij het team. Ondertussen zit hij zonder club.

## Clubcarrière
Emenikes professionele carrière begon bij Delta Force. In januari 2008 werd hij getransfereerd naar Mpumalanga Black Aces. Vier maanden later vertrok hij naar FC Cape Town. In 2009 besloot Karabükspor om Emenike één jaar te huren. In juli 2010 namen de Turken Emenike definitief over. In juli 2011 werd hij voor negen miljoen euro getransfereerd naar Fenerbahçe SK. Dat verkocht hem nog geen maand later voor tien miljoen euro aan Spartak Moskou. Emenike debuteerde op 14 augustus 2011 voor de Russen in het competitieduel tegen Anzji Machatsjkala. Zijn eerste doelpunt voor Spartak maakte hij tegen CSKA Moskou. Na twee seizoenen in Rusland keerde de Nigeriaanse spits voor een bedrag van dertien miljoen euro terug naar Fenerbahçe. In juli 2015 verhuurde Fenerbahçe Emenike aan Al Ain uit de Verenigde Arabische Emiraten. In zijn debuut, de uitwedstrijd tegen Al-Wasl op 13 september 2015, maakte Emenike de enige twee doelpunten van de wedstrijd (0–2). In januari 2016 werd hij verhuurd aan West Ham United. In de zomer van 2017 ging Emenike voor 2,5 miljoen euro naar Olympiakos Piraeus. Hij tekende een contract voor twee seizoenen in Griekenland. In september 2019, na een jaar zonder club te hebben gezeten, tekende hij transfervrij een contract bij het Belgische KVC Westerlo.

## Clubstatistieken
| Seizoen | Club                   | Competitie       | Duels | Doelp. |
| ------- | ---------------------- | ---------------- | ----- | ------ |
| 2009/10 | → Kardemir Karabükspor | 1. Lig           | 28    | 16     |
| 2010/11 | Kardemir Karabükspor   | Süper Lig        | 23    | 14     |
| 2011/12 | Fenerbahçe SK          | Süper Lig        | 0     | 0      |
| 2011/12 | Spartak Moskou         | Premjer-Liga     | 22    | 13     |
| 2012/13 | Spartak Moskou         | Premjer-Liga     | 16    | 5      |
| 2013/14 | Spartak Moskou         | Premjer-Liga     | 4     | 3      |
| 2013/14 | Fenerbahçe SK          | Süper Lig        | 28    | 12     |
| 2014/15 | Fenerbahçe SK          | Süper Lig        | 27    | 4      |
| 2015/16 | → Al Ain               | VAE Liga         | 11    | 7      |
| 2015/16 | → West Ham United      | Premier League   | 13    | 0      |
| 2016/17 | Fenerbahçe SK          | 1. Lig           | 16    | 4      |
| 2017/18 | Olympiakos Piraeus     | Super League     | 5     | 0      |
| 2017/18 | → UD Las Palmas        | Primera División | 0     | 0      |

## Interlandcarrière
Op 14 januari 2011 kreeg Emenike samen met onder meer Shola Ameobi en Victor Moses voor het eerst een uitnodiging voor het Nigeriaans voetbalelftal voor een oefeninterland tegen Sierra Leone. Hij zat in de Nigeriaanse selectie voor het Afrikaans kampioenschap 2013. Op 21 januari 2013 maakte hij een doelpunt voor Nigeria in een 1–1 gelijkspel tegen Burkina Faso. Hij scoorde ook in de met 2–1 gewonnen kwartfinale tegen Ivoorkust. In de halve finale tegen Mali was Emenike opnieuw trefzeker; op 10 februari werd Burkina Faso in de finale verslagen. Emenike werd samen met de Ghanees Wakaso Mubarak topschutter van het toernooi met vier doelpunten. Emenike nam met Nigeria in juni 2014 deel aan het wereldkampioenschap 2014. Hij speelde mee in de drie groepswedstrijden en de achtste finale, die met 2–0 werd verloren van Frankrijk.

## Erelijst
Nigeria
- Afrikaans kampioenschap

2013
 Fenerbahçe SK
- Süper Lig: 2013–14